# Concepción (Santander)
Pour les articles homonymes, voir Concepción.
Concepción est une ville du département de Santander en Colombie.